# Sèpia (color)

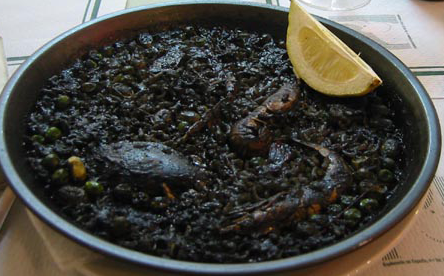
L'arròs negre es prepara amb tinta de sèpia.

El sèpia és un color marró-gris, que pren el nom del ric pigment marró derivat del sac de tinta de la sèpia comuna, mol·lusc marí.
Una mostra del color sèpia:

## Localització i usos
- Color d'alguns ocells (Ibidorhyncha struthersii…)
- Color de fotografies que semblen o són antigues. Algunes càmeres digitals tenen l'opció de to sèpia.
- Color d'alguns diaris o suplements.
- Color d'obres d'art pictòriques.

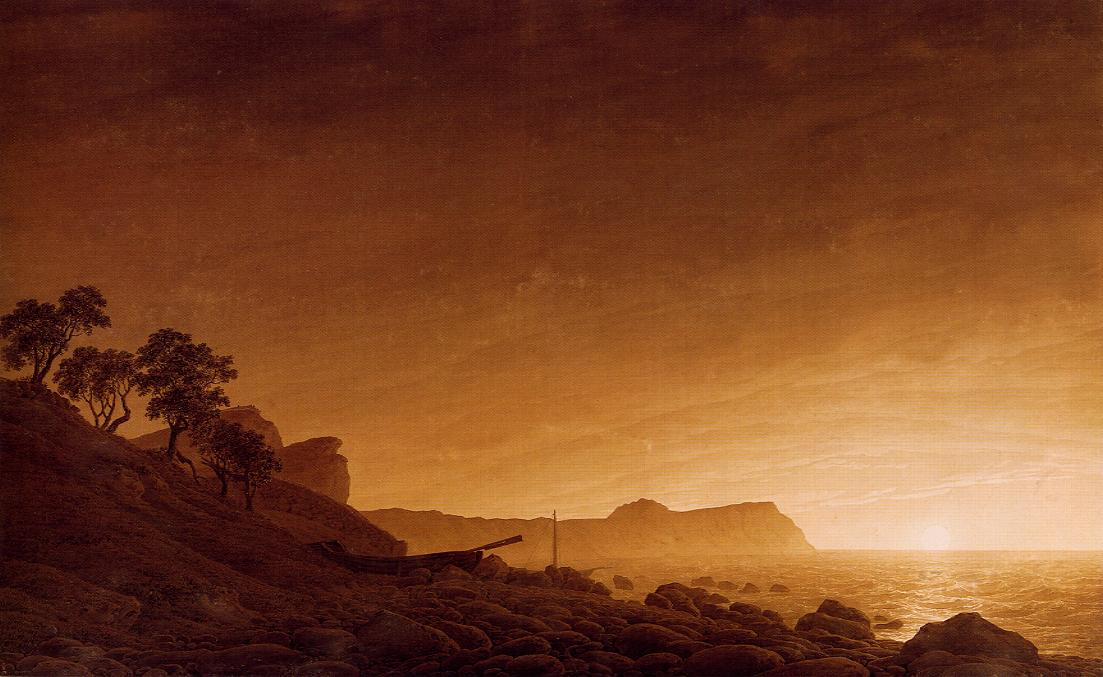
Vue d'Arkona, Caspar David Friedrich.

- Sèpia és el color d'alguns programes de televisió.

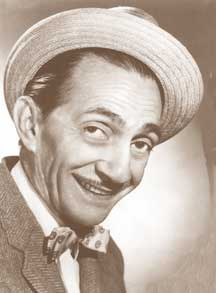
Jura decir la verdad (Cuba).